# Manuel da Maia
Manuel da Maia (Lisboa, 5 de agosto de 1677 (bautizado) - Lisboa, 17 de septiembre de 1768) fue un arquitecto, ingeniero y archivero portugués. Se le recuerda principalmente por haber dirigido las obras de reconstrucción que se realizaron tras el terremoto de Lisboa de 1755, junto con Eugénio dos Santos y Carlos Mardel.

## Biografía
Manuel da Maia, que fue regente del Aula de Fortificação, una academia de ingeniería y arquitectura militar de Lisboa donde tuvo como alumno al futuro rey José I, recibió el encargo de realizar obras de fortificación en Lisboa, Estremoz (1703), Beira (1704) y Abrantes (1704). El 12 de noviembre de 1745, Maia se convirtió en el Guardián Mayor del Archivo Nacional de la Torre do Tombo, un archivo central, biblioteca y depósito de obras de gran valor. En 1747 participó en la reconstrucción del nuevo Hospital Termal de la Reina Leonor en Caldas da Rainha, según el proyecto del capitán de ingenieros Eugénio dos Santos.

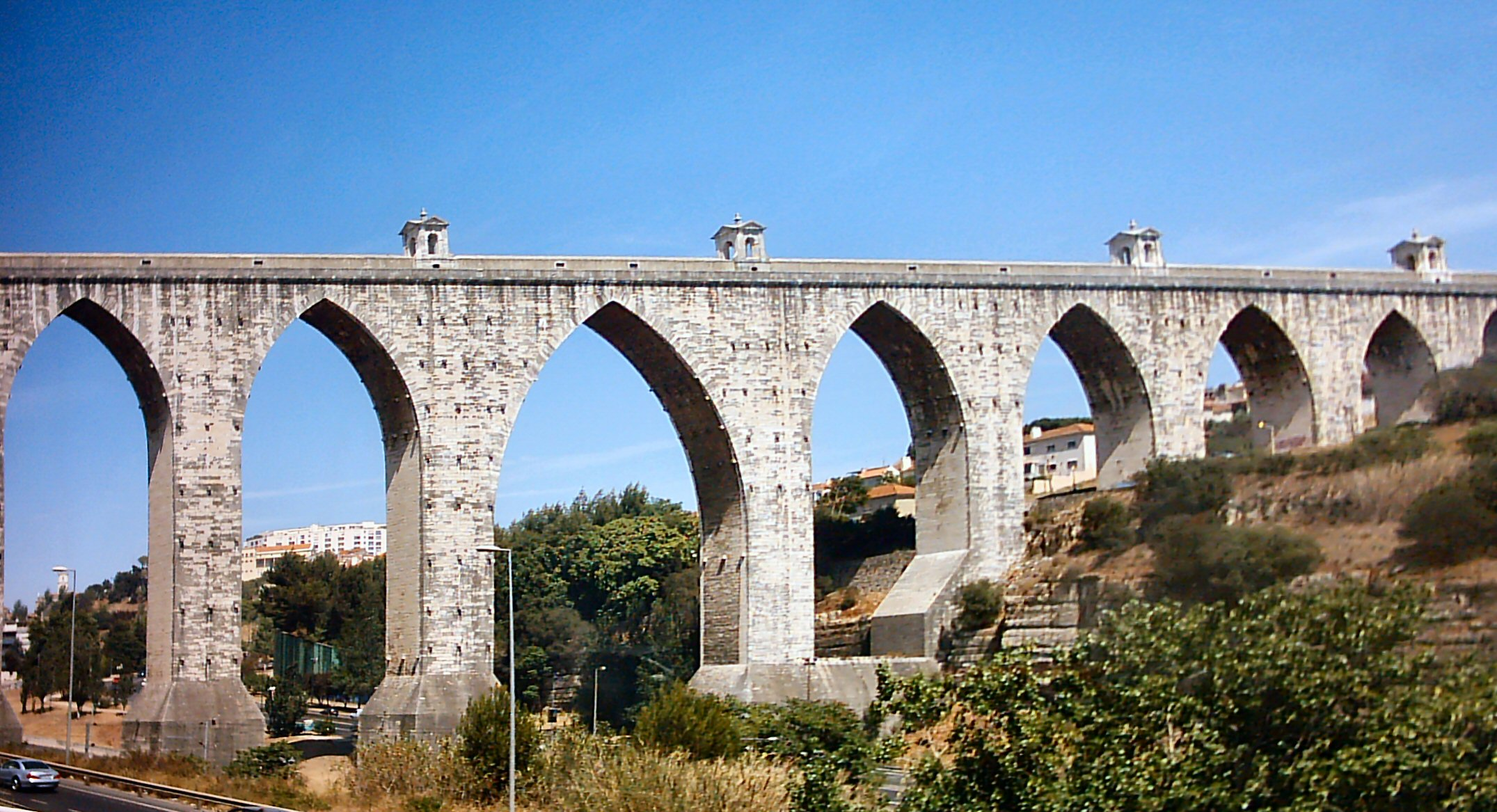
El acueducto de las Aguas Libres de Lisboa

Maia fue nombrado Ingeniero Mayor del Reino (Engenheiro-Mor do Reino) en 1754. Tras ejercer este prestigioso cargo, fue nombrado General del ejército portugués y Fidalgo de la Casa Real. En este puesto, comenzó a dirigir la construcción del Acueducto de las Aguas Libres, una importante obra pública de la época.

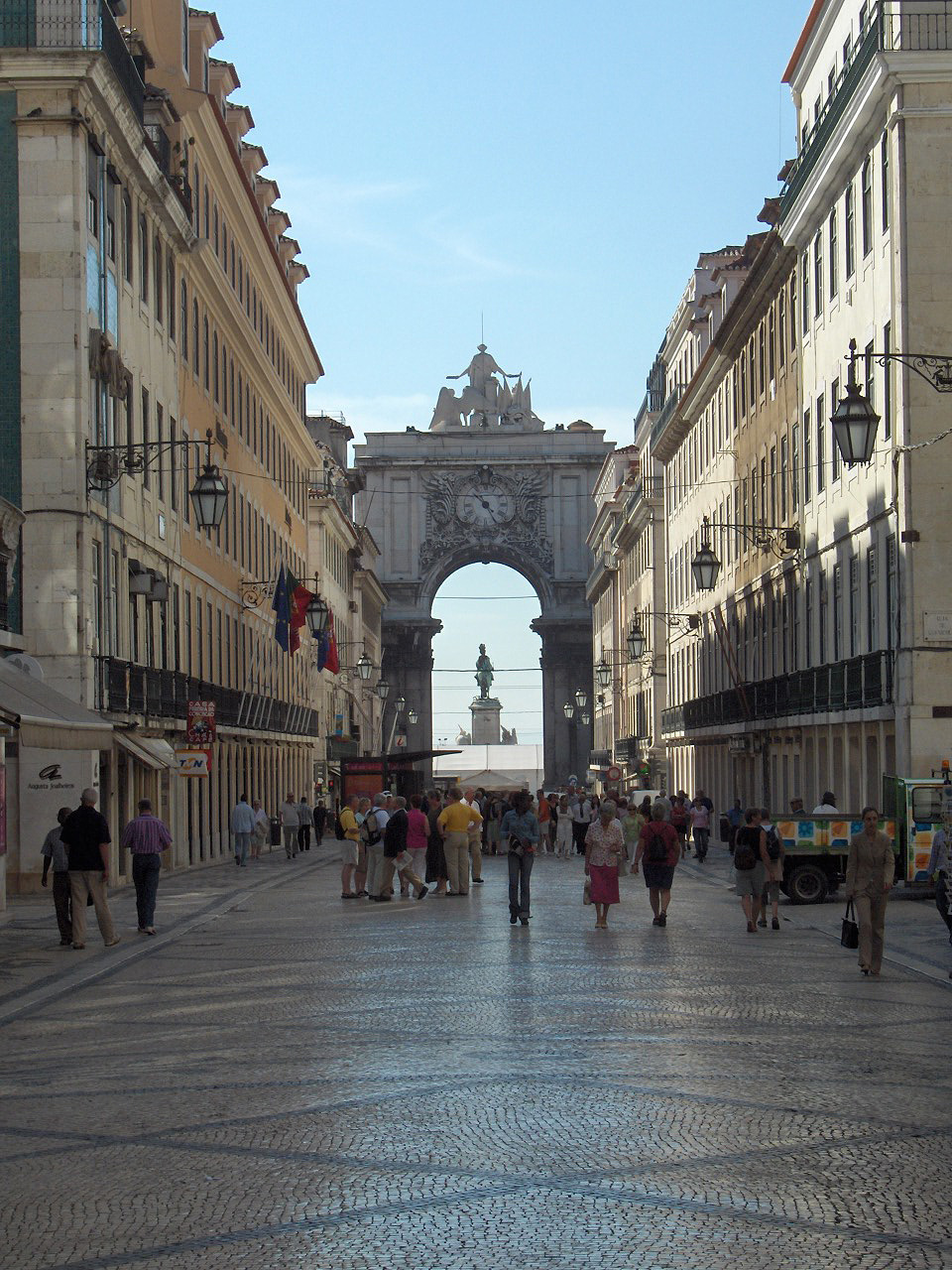
Baixa Pombalina: rua Augusta

Tras el terremoto que asoló Lisboa en 1755 y la destruyó casi por completo, Maia asumió la responsabilidad de coordinar los esfuerzos de reconstrucción de la ciudad. Sus proyectos y los de Eugénio dos Santos para la reconstrucción del barrio de la Baixa Pombalina están considerados como los primeros proyectos urbanísticos ilustrados y racionales de la historia moderna de Occidente.
Maia también se encargó de la conservación del contenido de la Torre do Tombo tras el terremoto. A los 75 años, Maia dirigió personalmente el equipo de conservación del castillo de San Jorge, donde se encontraban los archivos, y salvó unas 90.000 piezas que se habían acumulado entre 1161 y 1696. Ordenó la construcción de barracones provisionales para albergar el contenido de los archivos e inmediatamente después solicitó al Primer Ministro del Rey, Sebastião José de Carvalho e Melo, una sede permanente para alojarlos, que le fue concedida con la puesta a disposición del Palacio de São Bento, actual sede de la Asamblea de la República.
Fue enterrado en el Convento de São Pedro de Alcântara, en el Bairro Alto de Lisboa.

## Reconocimientos y honores
Recibió muchos honores en vida, entre ellos los títulos de Fidalgo da Casa Real y General. El Museo del Agua de Lisboa, dedicado a la historia del abastecimiento de agua de la ciudad, rinde homenaje a Manuel da Maia. Tiene calles dedicadas en Lisboa, Queijas (Oeiras), Loures, Seixal, Portimão, Caldas da Rainha, Sesimbra, Évora y Amadora. 